# Трпчане
Трпчане (словен. Trpčane) — поселення в общині Ілірська Бистриця, Регіон Нотрансько-крашка, Словенія. Висота над рівнем моря: 429,9 м.